# Osvaldo Terranova
Osvaldo Terranova (Villaguay, Entre Ríos, 30 de junio de 1923-íd., 4 de octubre de 1984) fue un célebre actor argentino de extensa trayectoria en el teatro, el cine, la radio y la televisión de su país.
Nacido en Villaguay, Entre Ríos, se formó en el Conservatorio de Arte Dramático de la ciudad de Buenos Aires. Delineó un perfil de actor de suma ductilidad interpretativa y eclecticismo en materia de géneros y corrientes estéticas teatrales, transitando su carrera fundamentalmente entre el teatro, el cine y la televisión. 
A fines de la década de 1940, fundó, junto a Eugenio Filippelli, el Teatro Independiente Evaristo Carriego. En 1950, fue parte del elenco fundador del ciclo radial Las Dos Carátulas, junto a Alfredo Alcón y Violeta Antier.
Es un rostro reconocido por películas como El secuestrador, Fin de fiesta y Los siete locos, las tres de Leopoldo Torre Nilsson; La Patagonia rebelde (largometraje por el que debió enfrentar una prohibición política) y La nona, ambas de Héctor Olivera; Los gauchos judíos de Juan José Jusid; y El juguete rabioso, de José María Paolantonio. Así mismo fue parte de más de cincuenta filmes nacionales.
En cuanto a la actividad teatral, se lo recuerda por trabajos memorables como Los chicos crecen de Carlos S. Damel y Camilo Darthés, por el que ganó el premio a Mejor Actor en el Certamen Nacional de Teatros Vocacionales; ¡Hello, Dolly!, el musical de Michael Stewart y Jerry Herman; Los físicos de Friedrich Dürrenmatt; Barranca abajo de Florencio Sánchez; Mateo de Armando Discépolo, El burgués gentilhombre de Molière, y su labor más celebrada: He visto a Dios, de Francisco Defilippis Novoa, protagonizada en 1973, con dirección de Santangelo. Su último trabajo escénico, Irigoyen, de Ulises Petit de Murat y César Tiempo, fue de gran aporte al retorno de la democracia, al estrenarse a finales de 1982, y produjo una gran expectativa popular, ya que en dos días se agotaron las localidades para dos meses de funciones.
En materia televisiva, participó activamente en ciclos como el infantil El tío Alejandro; Juicio oral al paso junto a Osvaldo Pacheco, en 1962; ese mismo año, interpretaron juntos Un Osvaldo al más allá; le siguieron programas de humor como La matraca y La tuerca; la serie Carola y Carolina, protagonizada por las hermanas Legrand; el ciclo de comedia Matrimonios... y algo más (1967); durante la década de 1970, fue parte de unitarios de ficción teatral y literaria como Las grandes novelas, Alta comedia y Los protagonistas; la telenovela Hola Pelusa (1980); y fue protagonista de nueve episodios de Los especiales de ATC, subtitulados Los especiales de Osvaldo Terranova, dando cuerpo y voz a icónicos personajes principales del teatro criollo en las siguientes obras: Mateo, Jettatore, Nuestros hijos, Giácomo, Gunte de Barracas, He visto a Dios, Los chicos crecen, El atajo y El viejo Hucha.
El crítico Ernesto Schoo, quien lo define en un homenaje póstumo como un "Hombre de extrema y refinada sensibilidad, con sentido del humor, ocultaba pudorosamente sus angustias bajo la apariencia de una inalterable bonhomía", lo ha comparado con el gran actor Luis Arata, ya que, según sus palabras, "Tenía la sutileza, el don poético de los artistas auténticos, sin perder la gracia de los tipos también auténticamente populares, en los que todos nos reconocemos". Y sobre su tarea creativa a la hora de componer un personaje, el crítico establece que Terranova fue "Un gran actor de verdad, capaz de expresar la inocencia más cristalina y de sugerir, a la vez, la oculta veta canallesca del mismo presunto inocente. (...) Aunque le tocase interpretar a un hombre bondadoso y gentil, Terranova, entre los muchos matices de su voz y su máscara, tan flexibles ambas, deslizaba siempre la inquietante posibilidad de un Otro en la sombra. Lo que no le impedía divertirse y divertirnos cuando hacía comedia, con agudo sentido del timing : el don innato -imposible de aprender, porque no se lo puede enseñar- de calcular el tiempo exacto en que hará efecto un gesto, o una réplica".
Casado con la actriz uruguaya Betis Doré, era padre de Rita Terranova, también actriz.
Falleció a pocos meses de cumplir 61 años, a causa de muerte súbita, mientras grababa la serie Los gringos.

## Filmografía
- Krona³ The Froggy Case (2018)
- Adiós, Roberto (1985)
- El juguete rabioso (1984)
- En retirada (1984) .... Editor-in-chief
- Francisco, flor y arcilla (1983)
- Las travesuras de Cepillo (1981)
- Este loco amor loco (1979)
- El poder de las tinieblas (1979)
- La nona (1979) .... Carmelo
- De cara al cielo (1979)
- Contragolpe (1979)
- La parte del león (1978) .... Suárez
- Los superagentes y el tesoro maldito (1978)
- Allá lejos y hace tiempo (1978)
- El gordo catástrofe (1977) .... Dr. Galindez
- El casamiento de Laucha (1977)
- Crecer de golpe (1977)
- La nueva cigarra (1977)
- Los orilleros (1975)
- La película (1975)
- La guerra del cerdo (1975) .... Leandro Rey
- Los gauchos judíos (1975)
- La Patagonia rebelde (1974) .... Outerello
- Los siete locos (1973) .... Ángel Erqueta
- La revolución (1973)
- Estoy hecho un demonio (1972)
- Un elefante color ilusión (1970)
- Las aventuras de Marcelo (1969)
- Gente conmigo (1967) .... Esteban Berardi
- Vivir es formidable (1966)
- Convención de vagabundos (1965)
- Bicho raro (1965)
- El octavo infierno, cárcel de mujeres (1964) .... Padre de Zulema Puentes
- Detrás de la mentira (1962)
- Prisioneros de una noche (1962)
- Quinto año nacional (1961)
- Chafalonías (1960)
- Fin de fiesta (1960)
- Los acusados (1960)
- El asalto (1960)
- La madrastra (1960)
- En la ardiente oscuridad (1959)
- El secuestrador (1958)
- Enigma de mujer (1956)
- Los maridos de mamá (1956)
- La delatora (1955)
- Adiós problemas (1955)
- El curandero (1955)
- Los problemas de Papá (1954)
- De hombre a hombre (1949)

## Televisión
- Los gringos (1984)
- Mesa de noticias (1983)
- Los especiales de ATC (1980/1981)
- Hola Pelusa (1980) .... Don Tomás
- Somos nosotros (1979)
- Mañana puedo morir (1979)
- Todo el año es Navidad (1978)
- Los especiales de Sergio Renán (1975)
- Frac, humor para la noche (1975)
- La Casa, el Teatro y usted (1975)
- La comedia brillante (1974)
- Historias de medio pelo (1974)
- El bastardo (1973)
- Los protagonistas (1973)
- Alta comedia (1972/1973)
- La selva es mujer (1972/1973)
- La escopeta (1972)
- Ciclo de Teatro Argentino (1970)
- Las grandes novelas (1970)
- La craneoteca de los genios (1970)
- Todobroma (1969/1970)
- Cosa juzgada (1969/1971)
- La diversión (1969)
- Mi prima está loca (1968)
- Los megatontos (1968)
- Matrimonios... y algo más (1967/1969)
- La familia Mores (1967)
- El mundo del espectáculo (1967/1975)
- Mi querida familia (1966)
- Los graciosos (1966)
- Carola y Carolina (1966)
- Todos para uno, los TNT para todos (1965)
- La tuerca (1965/1974)
- La matraca (1965)
- Anna Christie (1965) .... Chris
- Todo es amor (1964/1966)
- Historias de una gran ciudad (1963)
- Dos en el camino (1963)
- Esta es mi gente (1963)
- Mi Buenos Aires bandido (1963)
- Un Osvaldo al más allá (1962)
- Los porotos somos 9 (1962/1963)
- Super-Revista Nueve (1962)
- Los argentinos somos así, ¿o no? (1962)
- Juicio oral al paso (1962)
- Las piernas de Dolores (1961)
- El tío Alejandro (1961)
- La calle de nuestros sueños (1960)
- Teleteatro del Grupo de los Diez (1960)
- Tic-tac-tic (1960)
- Dímelo con música (1960)

## Teatro
- Irigoyen (1982/1984), de Ulises Petit de Murat y César Tiempo.
- El burgués gentilhombre (1982), de Molière.
- Del dicho al hecho (1981), unipersonal sobre textos de Armando Discépolo, Florencio Sánchez y Francisco Defilippis Novoa.
- Drácula (1978), de John Balderston y Hamilton Dean.
- El desperfecto (1978), de Friedrich Dürrenmatt.
- Mateo (1977), de Armando Discépolo.
- Anillos para una dama de Antonio Gala.
- Barranca abajo (1976), de Florencio Sánchez.
- La mujer del panadero (1976), de Marcel Pagnol.
- Greta Garbo, (quién diría), está bien y vive en Barracas (1975), de Fernando Melo.
- Una libra de carne (1974), de Agustín Cuzzani.
- He visto a Dios (1973), de Francisco Defilippis Novoa.
- Un enemigo del pueblo (1972), de Henrik Ibsen.
- La vuelta al hogar (1972), de Harold Pinter.
- Cremona (1971), de Armando Discépolo.
- Según pasan los años... (1968), de Rodolfo Taboada.
- Sueño de una noche de verano (1968), de William Shakespeare.
- Lo que le pasó a Reynoso (1967), de Alberto Vacarezza.
- ¡Hello, Dolly! (1967), de Michael Stewart y Jerry Herman.
- El vicario (1966), de Rolf Hochhuth.
- Locos de verano (1965), de Gregorio de Laferrère.
- Extraña pareja (1965), de Neil Simon.
- Los físicos (1963), de Friedrich Dürrenmatt.
- Los fantásticos (1962), de Tom Jones.
- La pulga en la oreja (1962), de Georges Feydeau.
- Irma, la dulce (1961/1963), de David Heneker, Julian More y Monty Norman.
- Una viuda difícil (1960), de Conrado Nalé Roxlo.
- Las aventuras de Scapin (1958), de Molière.
- El herrero y el diablo (1958), de Juan Carlos Gené.
- No es fácil ser mujer (1956), de Marcel Achard.
- El marido, la mujer y la muerte (1956), de André Roussin.
- Escalera a dos puntas (1955), de Carlos S. Damel y Camilo Darthés.
- De noche también se duerme (1954), de Abel Santa Cruz.
- Hay que bañar al nene (1953), de Abel Santa Cruz.
- Señora, cierre el balcón (1953), de Gerardo Ribas.
- Los maridos engañan de 7 a 9 (1953), de Carlos Olivari y Sixto Pondal Ríos.
- Los maridos de mamá (1952), de Abel Santa Cruz.
- Mi prima está loca (1952), de Francisco Collazo y Torcuato Insausti.
- El baldío (1951), de Jorge Mar.
- Antígona Vélez (1951), de Leopoldo Marechal.
- En la tierra del santero y del virrey (1950), de Aníbal F. Chizzini Melo.
- Los chicos crecen (1950), de Carlos S. Damel y Camilo Darthés.
- Los invisibles (1948), de Gregorio de Laferrère.
- Don Gil de las calzas verdes (1948/49), de Tirso de Molina.
- El abanico (1948), de Carlo Goldoni.

## Premios
- Premio en el Certamen Nacional de Teatros Vocacionales - Mejor actor por Los chicos crecen (1950).
- Premio Talía - Mejor actor por Cremona (1971).
- Premio Molière - Mejor actor por He visto a Dios (1973).
- Premio Martín Fierro - Mejor actor por El bastardo (1973)
- Konex de Platino - Actor de Radio y TV (1981).[2]
- Premio Santa Clara de Asís (1982).